# 二宮敦人
二宮 敦人（にのみや あつと、1985年 -） は、日本の小説家、ホラー作家、推理作家 ノンフィクション作家。二宮敦人はペンネームで本名非公開。
東京都生まれ。一橋大学経済学部卒業。大学時代は4年間体育会競技ダンス部に所属。卒業後はモバイルコンテンツのプロデュース業に従事。
携帯小説サイト「モバゲータウン（現Mobage）」「魔法のiらんど」「E★エブリスタ」で発表したホラー小説が話題となり、2009年、『!』で小説家デビュー。『!』シリーズは累計19万部を超えるベストセラーとなっている。作品を生み出すモチベーションは、「死にたくない。生きていくために誰よりも努力して、良い作品を生み出し続けていかなくてはならない」という思いにある、と述べている。
多くの藝大生に取材をして書き上げた初のノンフィクション『最後の秘境 東京藝大:天才たちのカオスな日常』がベストセラーとなる。執筆のきっかけは結婚時、東京藝術大学彫刻科の学生だった妻（9歳年下）との生活を通して関心を持ったことだった。

## 作品リスト

### 小説

#### 『!』シリーズ
- !（2009年4月 アルファポリス / 2011年7月 アルファポリス文庫）
- !!（2010年1月 アルファポリス / 2011年10月 アルファポリス文庫）
- !!!（2010年11月 アルファポリス / 2012年1月 アルファポリス文庫）
- !!!!（2013年3月 アルファポリス / 2014年2月 アルファポリス文庫）

#### 郵便配達人シリーズ
- 郵便配達人 花木瞳子が盗み見る（2014年10月 TO文庫）
- 郵便配達人 花木瞳子が仰ぎ見る（2015年4月 TO文庫）
- 郵便配達人 花木瞳子が顧り見る（2015年11月 TO文庫）
- 郵便配達人 花木瞳子が望み見る（2017年5月 TO文庫）

#### 鉄道員シリーズ
- 一番線に謎が到着します 若き鉄道員・夏目壮太の日常（2015年5月 幻冬舎文庫）
- なくし物をお探しの方は二番線へ　鉄道員・夏目壮太の奮闘 （2016年8月 幻冬舎文庫）

#### 最後の医者シリーズ
- 最後の医者は桜を見上げて君を想う（2016年11月 TO文庫）
- 最後の医者は雨上がりの空に君を願う（2018年4月 TO文庫【上・下】）
- 最後の医者は海を望んで君と生きる（2024年12月 TO文庫）

#### その他
- 暗黒学校（2011年12月 アルファポリス【上・下】 / 2013年1月 アルファポリス文庫【上・下】）
- クルイタイ（2012年1月 文芸社）
  - 【改題・改稿】　狂化（2016年8月 文芸社文庫）
- 僕が殺しました×7（2012年2月 角川ホラー文庫 / 2021年3月 TO文庫）
- 最悪彼氏（2012年8月 アルファポリス / 2013年4月 アルファポリス文庫）
- 夜までに帰宅（2012年10月 角川ホラー文庫 / 2020年10月 TO文庫）
- 小指物語（2012年12月 幻冬舎文庫 / 2020年3月 TO文庫）
- ドールハウスの人々（2013年4月 文芸社文庫 / 2020年1月 TO文庫）
- 18禁日記（2013年8月 TO文庫）
- 正三角形は存在しない 霊能数学者・鳴神佐久に関するノート（2013年10月 幻冬舎文庫）
- 超巨大密室殺人事件（2013年11月 角川ホラー文庫）
- 学校裏サイト（2014年6月 アルファポリス / 2015年9月 アルファポリス文庫）
- 四段式狂気（2014年8月 角川ホラー文庫 / 2022年3月 TO文庫）
- 悪鬼のウイルス （2015年6月 文芸社文庫 / 2019年11月 TO文庫）
- 占い処・陽仙堂の統計科学 （2015年12月 角川文庫）
- 殺人鬼(サイコパス)狩り（2016年2月 アルファポリス / 2022年4月 TO文庫）
- 廃校の博物館 Dr.片倉の生物学入門（2016年5月 講談社タイガ）
- 文藝モンスター（2016年11月河出文庫）
- 恋のヒペリカムでは悲しみが続かない（2019年10月 TO文庫【上・下】）
- 裏世界旅行（2020年3月 小学館文庫キャラブン!）
- ある殺人鬼の独白（2022年5月 TO文庫）
- さよなら、転生物語（2022年6月 TO文庫）

### エッセイ
- 最後の秘境 東京藝大:天才たちのカオスな日常（2016年9月 新潮社 / 2019年3月 新潮文庫）
- 世にも美しき数学者たちの日常（2019年4月　幻冬舎 / 2021年4月 幻冬舎文庫）
  - 『小説幻冬』2017年11月号 - 2018年11月号連載
- 紳士と淑女のコロシアム 「競技ダンス」へようこそ（2020年3月 新潮社）
- ぼくらは人間修行中 はんぶん人間、はんぶんおさる。（2022年7月 新潮社）

#### 雑誌掲載作品
- 「僕の年末年始に関しましてご報告」『群像』2017年3月号
- 「特に秘密、ありません」『飛ぶ教室』No.65（2021年4月25日）

## メディア・ミックス

### 漫画
- !（画：横山仁、2014年2月 アルファポリス）
- 暗黒学校【上・下】（画：しわすだ、2014年10月・2015年7月 アルファポリス）
- 郵便配達人 花木瞳子 CASE親指泥棒（画：うおぬまゆう、2017年6月 TOブックス）
- 最後の医者は桜を見上げて君を想う【全3巻】（画：八川キュウ、2019年1月 - 2020年2月 TOブックス）
- 最後の秘境 東京藝大:天才たちのカオスな日常（画：土岐蔦子、2019年4月 -  新潮社）
- 悪鬼のウイルス（画：鈴丸れいじ、2020年10月 -  TOブックス）
- 最後の医者は雨上がりの空に君を願う（画：すがはら竜、2020年11月 -  TOブックス）
- 殺人鬼狩り@COMIC（漫画：犬江しんすけ、2025年1月[12] - TOブックス）
- 夜までに帰宅@COMIC（構成：fumio、作画：羅風龍、2025年1月[12] - TOブックス）

### 映画
- 悪鬼のウイルス（配給：イオンエンターテイメント、監督：松野友喜人、主演：村重杏奈）